# YAOKI

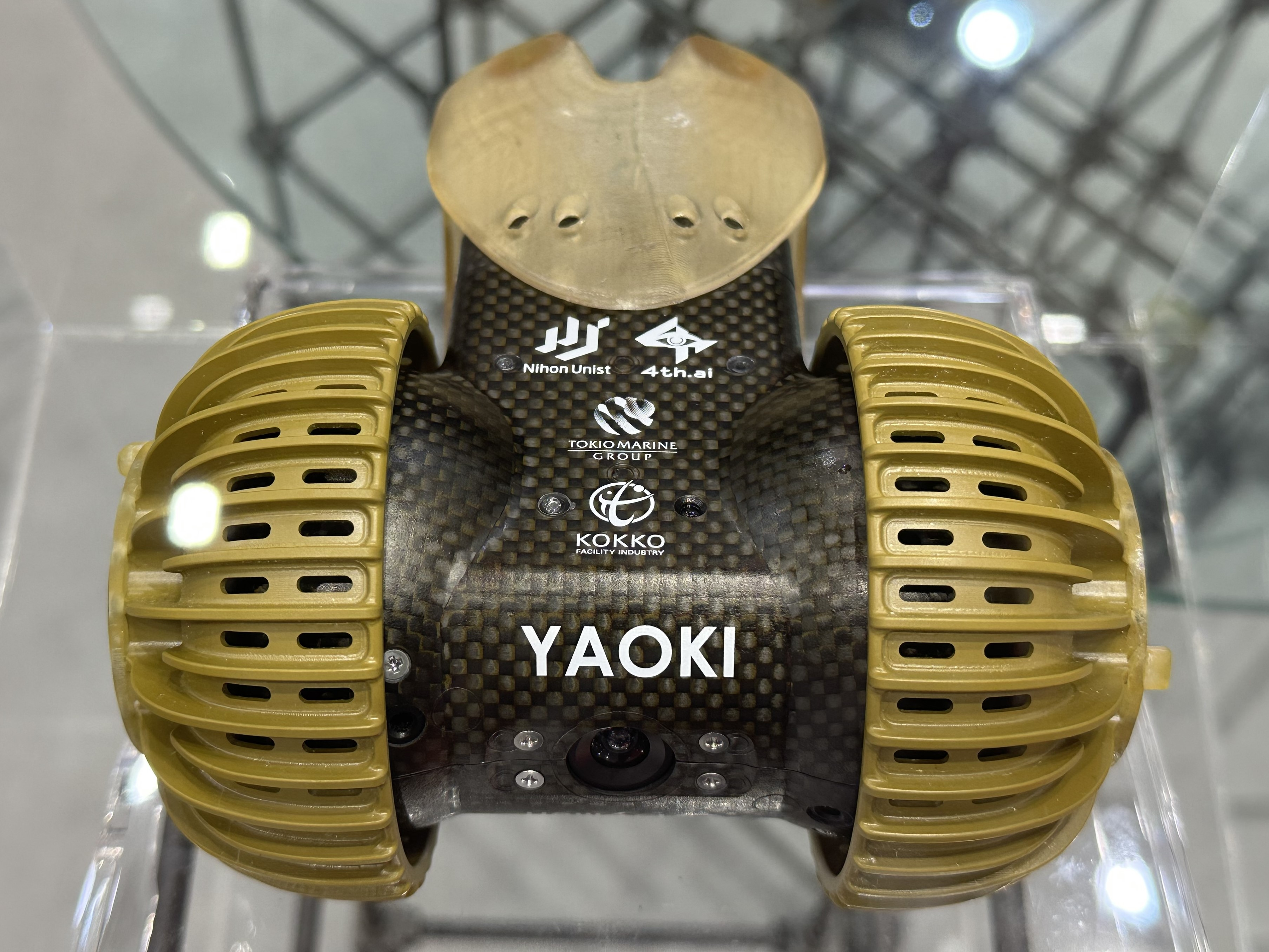
2024国際航空宇宙展で展示されるYAOKI（フライトモデル）

YAOKI（ヤオキ）は日本の航空宇宙企業ダイモンが開発した月面探査車（ロボット）。名前は「七転び八起き」からとられている。
YAOKIはアメリカの民間企業インテュイティブ・マシーンズが2025年2月に打ち上げた月の南極付近へのミッションIM-2によって月面へ輸送された。同社の月着陸機Nova-CにYAOKIが1台搭載され、着陸後に月面へ落下して探査を開始する設計である。

## 歴史
YAOKIはロボットクリエーターの中島紳一郎によって開発され、開発は2019年4月に完了した。その後伊豆大島で火山周辺の砂地を月面に見立てYAOKIが走行する様子が撮影された。同年9月、月面着陸機を開発しているアメリカの民間企業アストロボティック・テクノロジーとYAOKIの月面への輸送の契約を締結。
2023年1月、ダイモンはアメリカのインテュイティブ・マシーンズ社とYAOKIを輸送する契約をしたことを発表。YAOKIは同社が2025年に打ち上げる予定のミッションIM-2に搭載される。同時に、先に契約を締結していたアストロボティックについて、YAOKIを搭載するミッションが当初予定のPeregrine Mission Oneからアストロボティックの後のミッションに変更することが発表された。アストロボティックは2022年の段階ではPeregrine Mission Oneに次ぐミッションとして2024年打ち上げ予定のGriffin Mission Oneを計画している。
2023年6月にはパンチ工業と連携して、さらなる軽量化や安全性の向上した新型モデルを開発するとの報道がされた。
日本時間の2025年2月27日9時過ぎ、YAOKIを搭載したアメリカのインテュイティブ・マシーンズの無人月着陸船「Nova-C」（通称「アテナ」）が、アメリカ・フロリダ州のケネディ宇宙センターからスペースXのファルコン9ロケットによって打ち上げられた。月着陸船の分離も確認され、予定では3月6日ごろに月の南極域に着陸し、その約5日後にYAOKIを着陸船から分離させ、地球からの遠隔操作で月面を走行させ、月の表面を撮影した画像を地球に送信する。
着陸機アテナは2025年3月7日2時半頃 (JST) に月面着陸したが、機体が横転したことでYAOKIは格納スペースから放出されなかった。YAOKIの動作確認はアテナのペイロードの中では最後のミッションとして11時17分 (JST) から行われ、格納スペースから外部の様子を捉えた写真が公開されたほか、車輪の駆動などひと通りの動作が確認されており、月面に放出されていれば走行できたと推定されている。YAOKIとの通信は着陸機を介して行われるため、結局バッテリー残量を4時間以上残した13時32分までの運用に終わった。

## 特徴
YAOKIは2輪のローバーで、転倒しても走行できるよう設計されている。搭載されたバッテリーで駆動し、月面でおおよそ6時間稼働することができる。重量は498グラムで、月面車としては極めて軽量になっている。YAOKIは運搬ポッドという容器の中に格納された状態で月着陸機に取り付けられる。運搬ポッドには三菱ケミカルのCFRPが使われている。着陸後にポッドが開かれ、YAOKIが月面に向け落下する仕組みになっている。地球との通信は月着陸機を介して行われる。

## ギャラリー

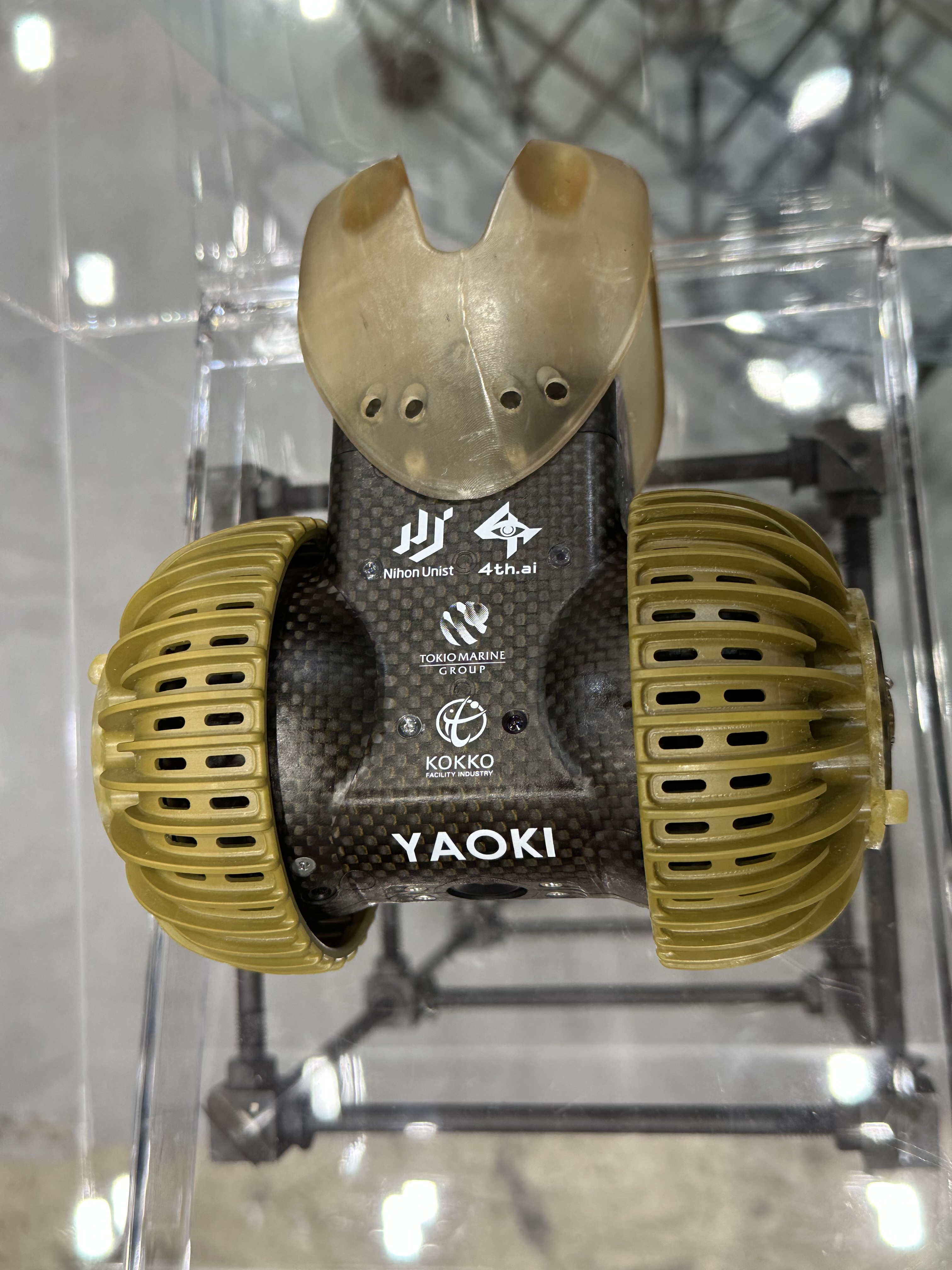
上部
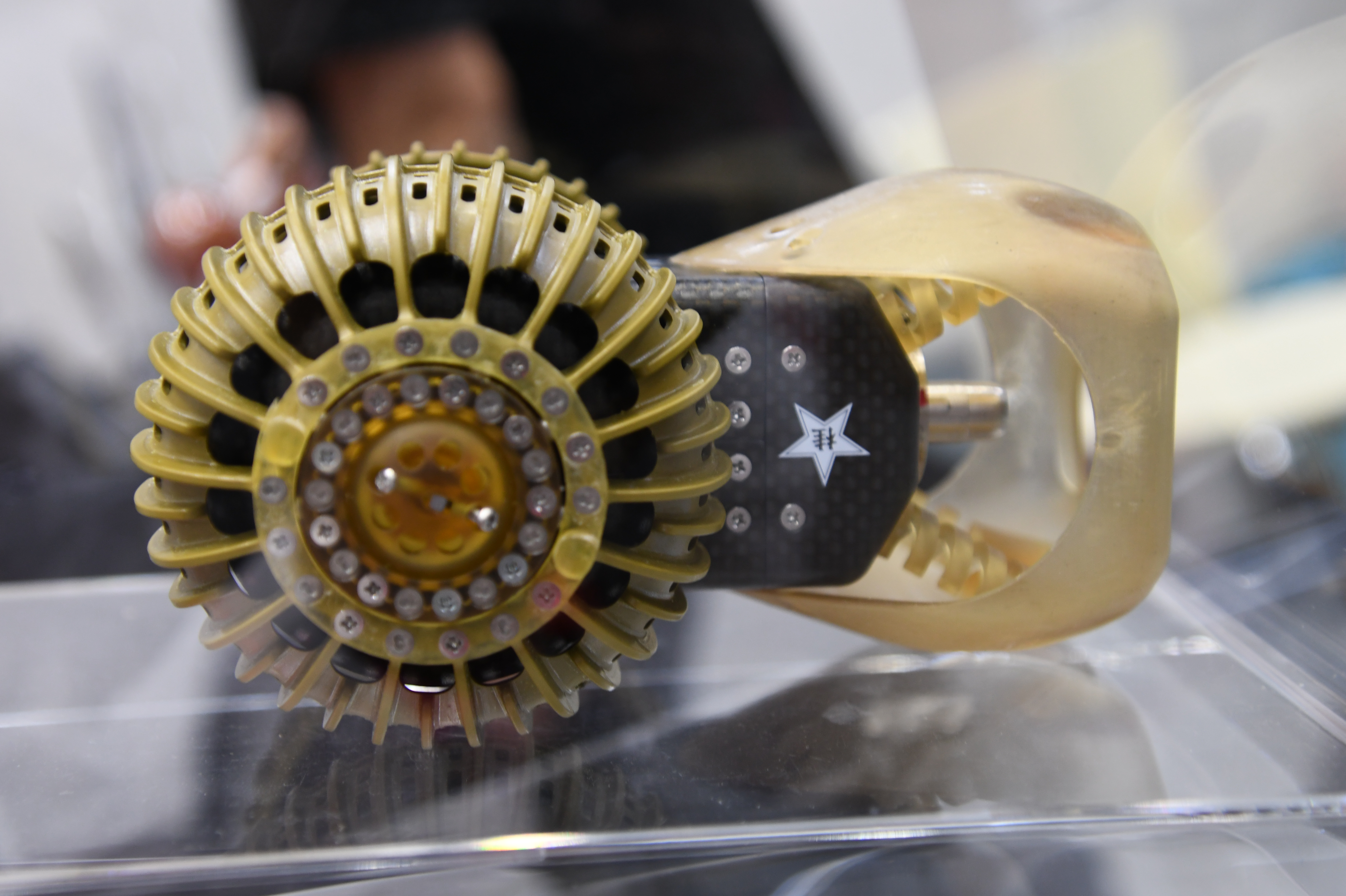
左側面
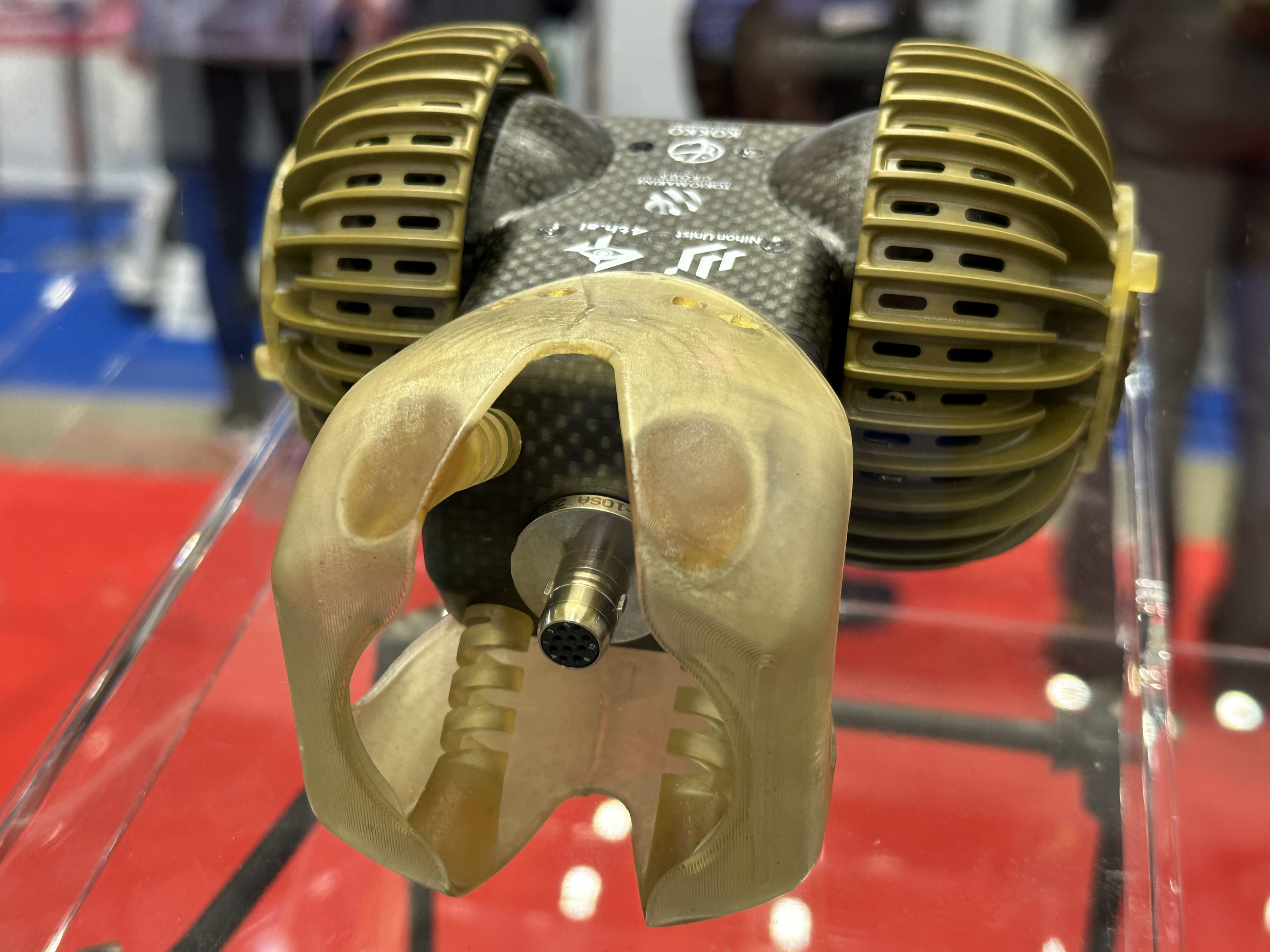
後部
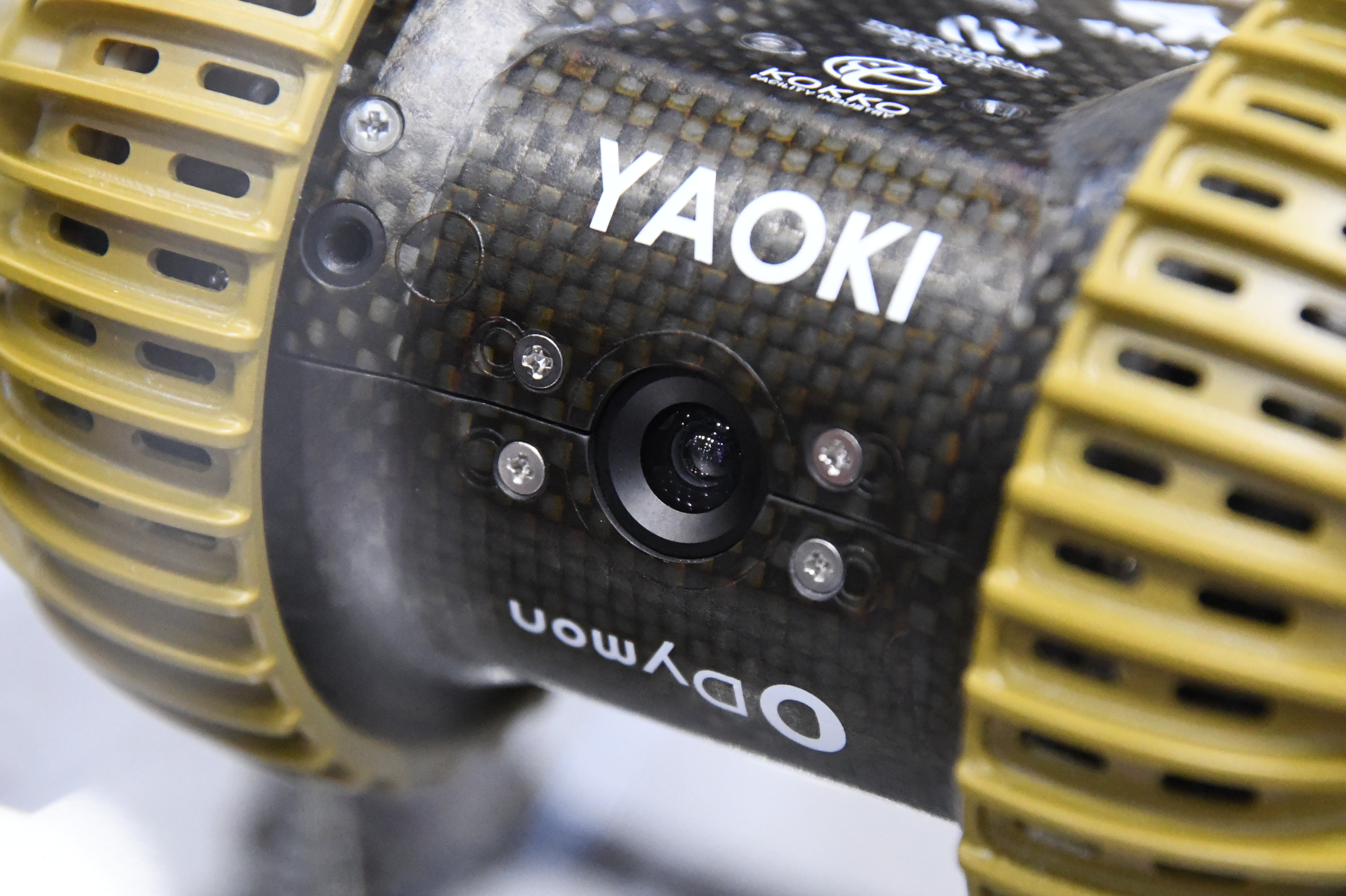
カメラ
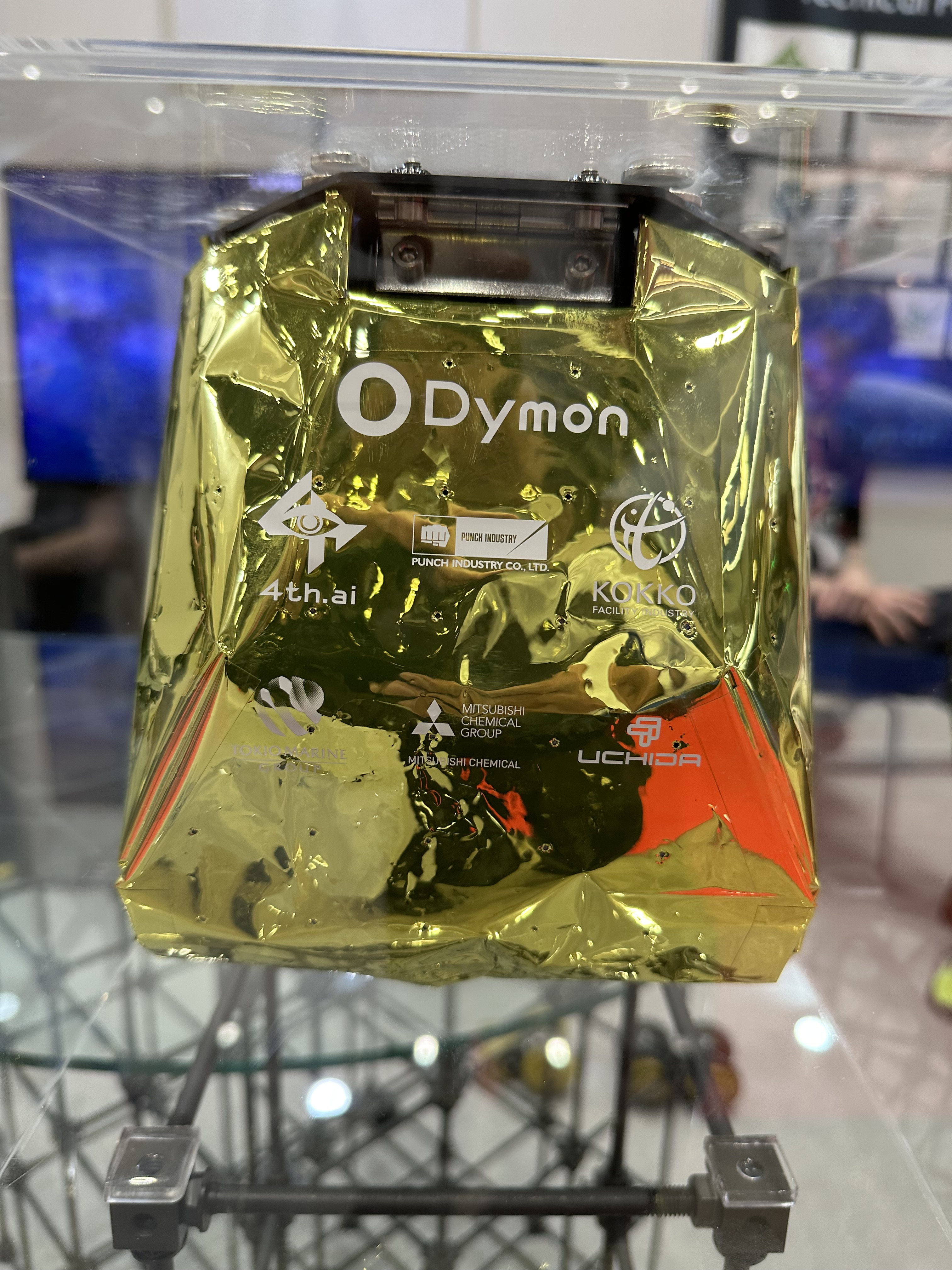
運搬ポッド
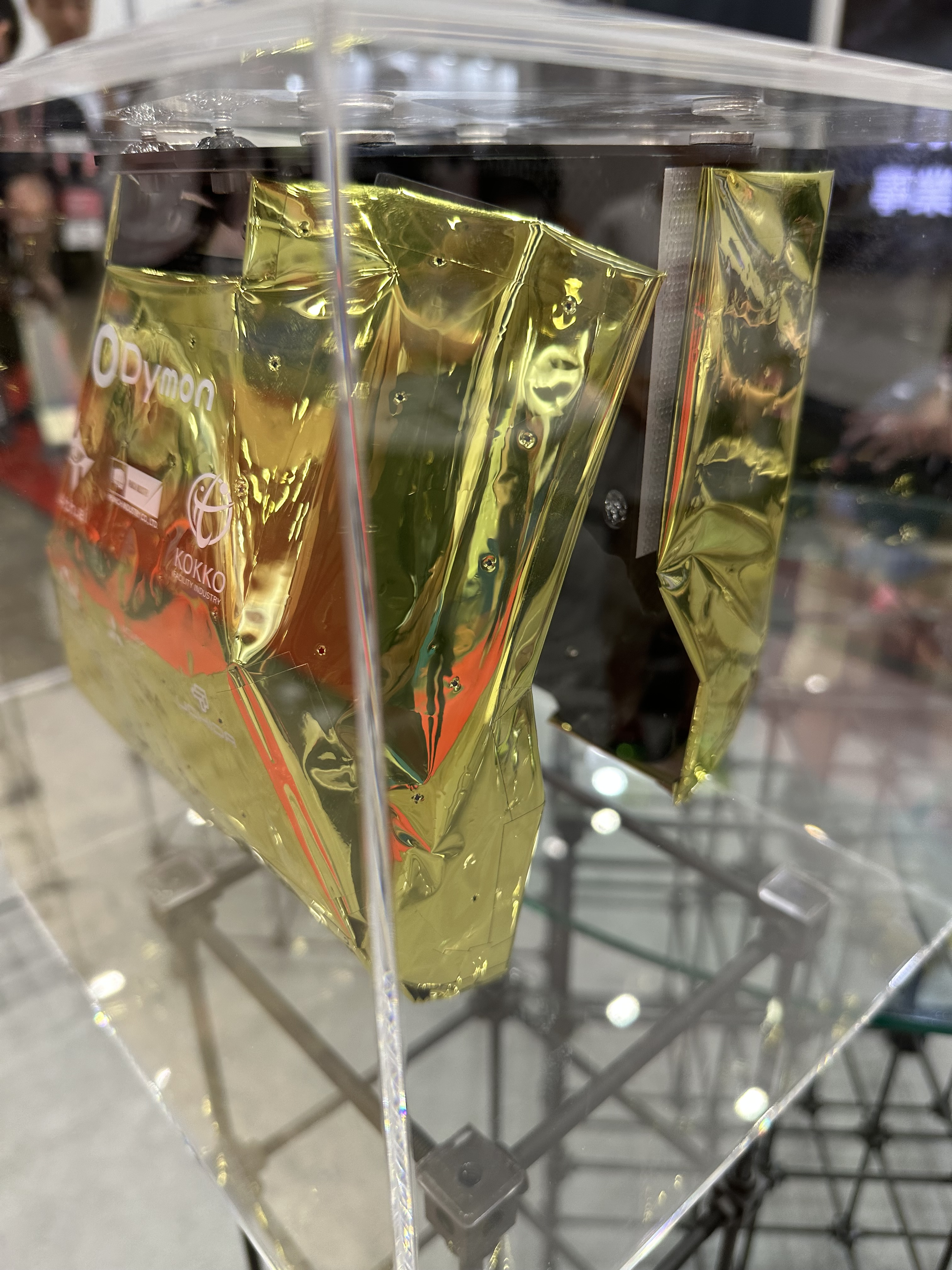
運搬ポッド 側面